# Кобрије
Кобрије (фр. Cobrieux) насеље је и општина у североисточној Француској у региону Север-Па д Кале, у департману Север која припада префектури Лил.
По подацима из 2011. године у општини је живело 526 становника, а густина насељености је износила 185,21 становника/km². Општина се простире на површини од 2,84 km². Налази се на средњој надморској висини од 12 метара (максималној 66 m, а минималној 30 m).

## Демографија
| 1962. | 1968. | 1975. | 1982. | 1990. | 1999. | 2011. |
| ----- | ----- | ----- | ----- | ----- | ----- | ----- |
| 293   | 296   | 305   | 338   | 461   | 518   | 526   |

График промене броја становника у току последњих година